# 아비치
팀 베릴링(스웨덴어: Tim Bergling, 1989년 9월 8일~2018년 4월 20일)은 아비치(Avicii)라는 예명으로 잘 알려진 스웨덴의 하우스 음악 디스크자키이자 음악 프로듀서이다. 첫 싱글 "Seek Bromance"가 벨기에, 프랑스, 네덜란드, 영국, 스웨덴등 여러 나라에서 탑 20 안에 들어있었으며, 2011년 발매한 "Levels"는 크로아티아, 오스트리아, 벨기에, 호주, 덴마크, 독일, 그리스 이탈리아에서 탑10 에 들어있었다. 그는 리타 오라를 비롯, 마돈나와 콜드플레이 등 여러 아티스트들과 작업을 하였으나 2016년에 알코올 의존증으로 인한 급성 췌장염 때문에 건강이 악화되자 라이브보다는 프로듀싱에 집중하겠다는 뜻을 보이며 은퇴의사를 밝힌 바 있다. 그럼에도 2017년에 AVĪCI(01)라는 앨범을 발표하면서 꾸준한 활동을 이어갔지만, 2018년 4월 20일, 오만 무스카트에서 그는 숨진 채 발견이 되었으며, 관계자 측은 '유가족들을 위해 사생활을 존중해달라'는 부탁과 함께 사인을 공개하지 않았으나 4월 26일 가족이 밝힌 성명에 의해 자살로 알려졌다.

## 디스코그래피

### 정규 앨범
- True(2013)
- Stories(2015)
- Tim(2019)

## 수상 및 노미네이션
| 연도 | 후보작      | 수상 부문                          | 결과 |
| ---- | ----------- | ---------------------------------- | ---- |
| 2012 | Sunshine    | 그래미상 최고의 댄스 음반          | 후보 |
| 2013 | Levels      | 그래미상 최고의 댄스 음반          | 후보 |
| 2015 | The Days    | Grammis Award for Song of the Year | 후보 |
| 2018 | Without You | Grammis Award for Song of the Year | 후보 |